# Ucha
Ucha (rusky уха) je tradiční jídlo ruské národní kuchyně, rybí polévka. Připravuje se z lososovitých či treskovitých ryb, kořenové zeleniny, cibule, póru, brambor, bobkového listu, limetky, kopru, petržele, černého pepře, skořice a hřebíčku. Pro chuť se do polévky přidávaly ještě další ryby, jako okouni, líni, sumci a mníci.

## Původ slova
Výraz „ucha“ je odvozen z praslovanského juchá (z téhož základu pochází i staročeská „jícha“ neboli omáčka), což „značilo prastarý pokrm neboli jakousi hustou polévku vařenou s krví a masem, patrně něco zdaleka podobného guláši“.

## Příprava
Ucha se od naší rybí polévky liší tím, že se nezasmažuje, správná ucha má být naprosto čirá. Má se vařit z čerstvě ulovených ryb (v některých verzích se dokonce malé rybky vaří živé – to je pochopitelně možné jen v předjaří, když mají prázdný žaludek), ideálně v kotli nad ohněm. Pravá ruská ucha je z více druhů ryb (dvou až čtyř), i když v městském prostředí se dnes už běžně používá filé. Napřed se uvaří silný vývar z hlav, vnitřností a ploutví, ten se scedí a pročistí bílkem, postupně se do něj přidávají celý pepř, bobkový list, brambory, kořenová zelenina, cibule a nakonec kousky rybího masa (to se vaří jen krátce, podle druhu 10–15 minut, aby zůstalo pevné a šťavnaté). Hotová polévka se dochutí sekanou koprovou natí, citronovou šťávou a zejména vodkou – minimálně půl deci na osobu.

### Varianty

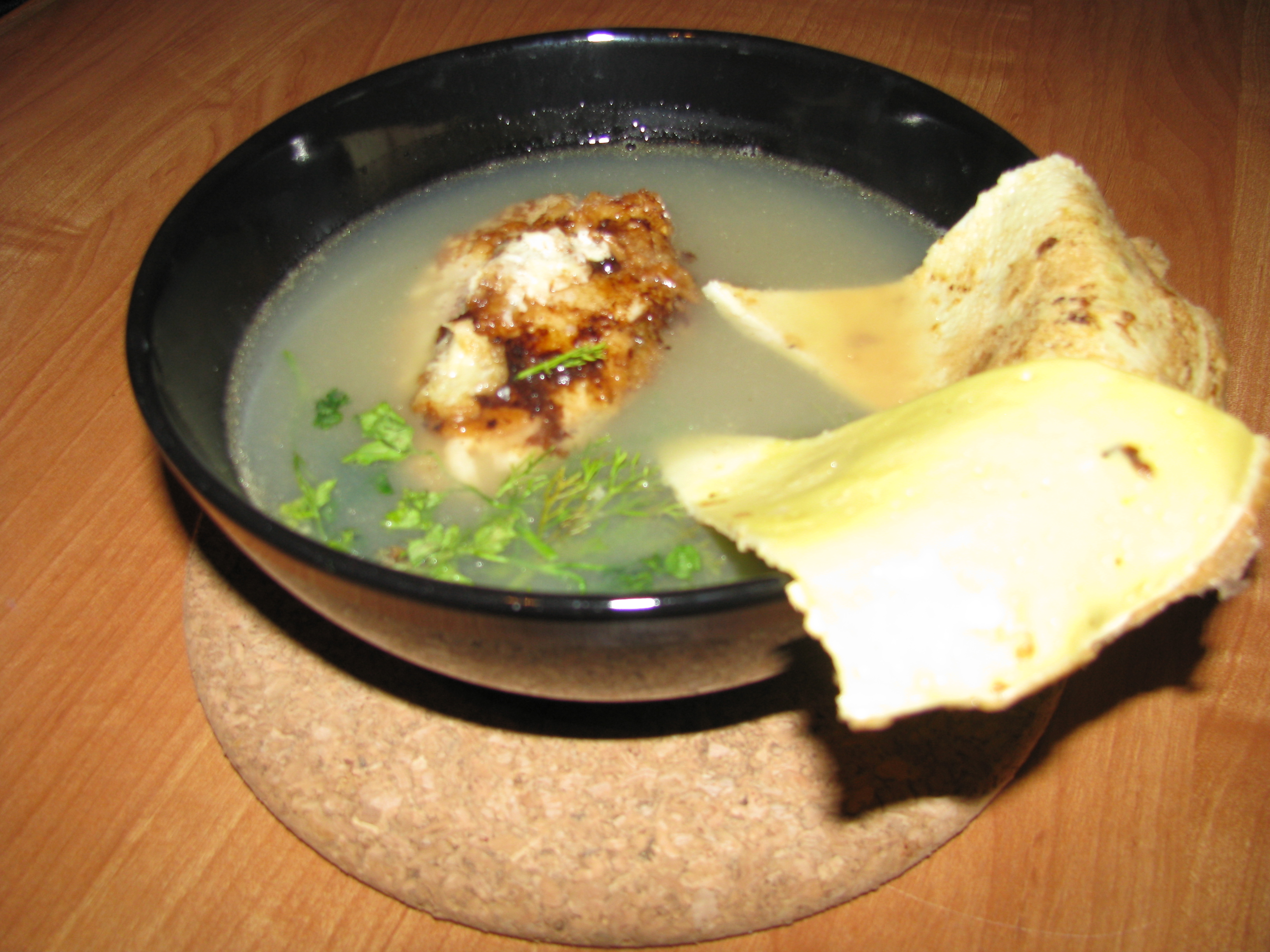
Opékaná ucha

Existují tři základní typy uchy – bílá (z dravých ryb – okoun, candát, štika, sumec), černá (z kaprovitých ryb) a červená (z lososa a jesetera). Dále existují různé krajové verze:
- archangelská ucha (z mořské ryby, hlavně tresky – někdy se používá solená, pak je třeba ji zjemnit mlékem)
- oněžská ucha (ze sušených drobných rybek a ryzců)
- tatarská ucha (se smetanou)
- donská ucha (přidávají se rajčata, někdy i kapie)
- chersonská ucha (do hotové se dá na talíři sádlo utřené s česnekem, zajídá se pšeničnou kaší)
- račí ucha (na dva díly račího masa jeden díl ryby)
- sladká ucha (hodně mrkve, dochutit zázvorem a fenyklem)
- ucha se zavařenými knedlíčky z jiker, másla a strouhanky
- opékaná ucha (maso se před vložením do polévky osmaží ve vaječném těstíčku)
- klášterní ucha (vodka se nahrazuje vínem, nejraději madeirou)
- carská ucha (místo rybího vývaru se používá kuřecí, přidávají se krevety,nakonec se zjemní máslem a posype šafránem kvůli zlatavé barvě)